# Бородавник обыкновенный
Борода́вник обыкнове́нный (лат. Lapsána commúnis) — травянистое растение, вид рода Бородавник семейства Сложноцветные (Compositae), типовой вид рода.
Широко распространённый в Северном полушарии, очень изменчивый вид, внутри которого выделяется множество форм.

## Ботаническое описание

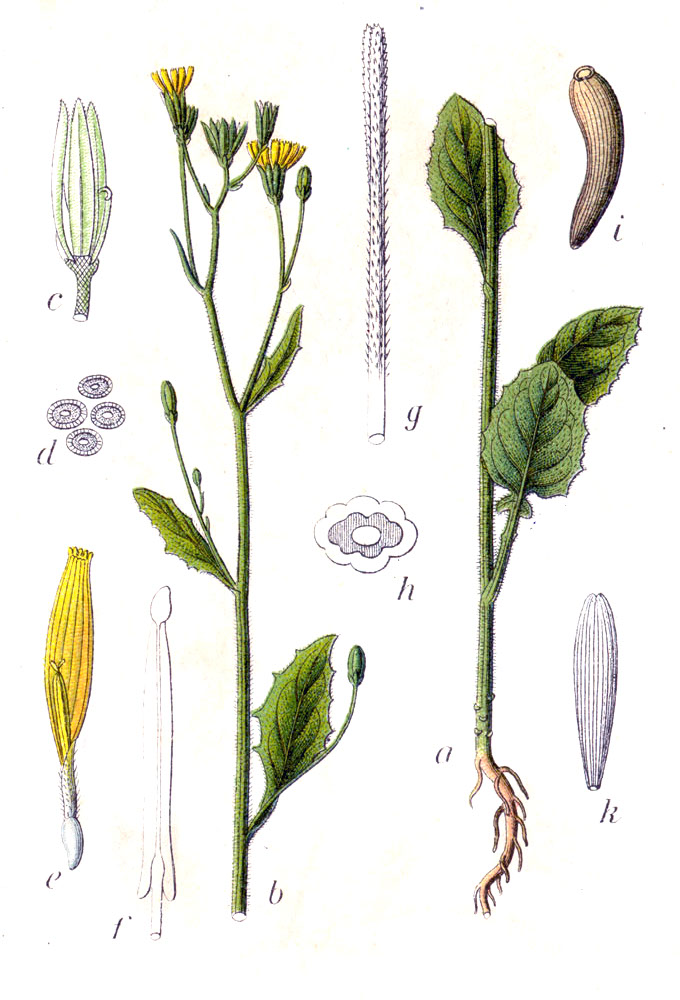

Однолетнее или двулетнее, иногда многолетнее травянистое растение 10—125(150) см высотой. Стебель обычно единственный, прямостоячий, зелёный или сиреневатый, покрытый простыми извилистыми волосками, более многочисленными в нижней части, иногда также с железистым опушением.
Листья зелёные или желтоватые, с нижней стороны бледные, прикорневые отмирают до цветения, 1—20×1—10 см, продолговато-обратнояйцевидные в очертании, лировидные до перисто-рассечённых, с тупым концом, конечная лопасть яйцевидная или треугольно-яйцевидная, боковые — неравные, прогрессивно уменьшающиеся к низу листа; нижние стеблевые сходные с прикорневыми, верхние — прогрессивно уменьшающиеся в размере, яйцевидные, сидячие или черешчатые, самые верхние — сидячие, часто ланцетовидные, с цельным или зубчатым краем. Все листья с немногочисленными простыми волосками на верхней стороне и довольно многочисленными на нижней.
Корзинки собраны в щитковидные метёлки по 3—100(380), 1—3 см в диаметре, цветоножки обычно голые. Обёртка двурядная: наружные листочки треугольно-яйцевидные, бледно-зелёные, голые, 0,5—1,2×0,5—1 мм, внутренние — бледно-желтоватые, нередко с красноватым концом, линейно-продолговатые, иногда с железистым опушением. Цветки в числе шести-девяти, жёлтые, язычковые, язычки превышают по длине обёртку, пятизубчатые.
Семянки 3,5—5 мм длиной, у внешних цветков более длиннее, чем у внутренних, без хохолка, линейно-обратноланцетовидной формы, ребристые.

## Распространение и среда обитания
Родина растения — Евразия, встречается во всех нетропических областях континента. Растёт и в Северной Африке. Завезён в Северную Америку и Австралазию, где легко натурализовался.
В России распространено на Кавказе, в Западной Сибири, почти по всей европейской части, включая Ленинградскую область.

## Хозяйственное значение и применение
Листья содержат 16 мг% (85 мг% в сухих листьях) каротина и 0,06 % (0,3 % в сухих листьях) аскорбиновой кислоты, поэтому их используют в народной медицине.

## Классификация

### Таксономия[3]
Lapsana communis L., 1753, Sp. Pl. : 811  Вид был впервые действительно описан Карлом Линнеем в 1-м томе Species plantarum, вышедшем 1 мая 1753 года.
Вид Бородавник обыкновенный относится к роду Бородавник семейства Астровые (Asteraceae) порядка Астроцветные (Asterales). Кладограмма в соответствии с Системой APG IV:
|  |                                      |  |                                   |                                   |                    |  | ещё 10 семейств | ещё 10 семейств |                         |  |                          |  | еще 4 в статусе "непроверенных" видов и инфравидовых таксонов | еще 4 в статусе "непроверенных" видов и инфравидовых таксонов |  |
|  |                                      |  |                                   |                                   |                    |  | ещё 10 семейств | ещё 10 семейств |                         |  |                          |  | еще 4 в статусе "непроверенных" видов и инфравидовых таксонов | еще 4 в статусе "непроверенных" видов и инфравидовых таксонов |  |
|  |                                      |  |                                   | порядок Астроцветные              |                    |  |                 |                 | род Бородавник          |  |                          |  |                                                               |                                                               |  |
|  |                                      |  |                                   | порядок Астроцветные              |                    |  |                 |                 | род Бородавник          |  | 10 инфравидовых таксонов |  |                                                               |                                                               |  |
|  | отдел Цветковые, или Покрытосеменные |  |                                   |                                   | семейство Астровые |  |                 |                 | Бородавник обыкновенный |  |                          |  |                                                               |                                                               |  |
|  | отдел Цветковые, или Покрытосеменные |  |                                   |                                   |                    |  |                 |                 |                         |  |                          |  |                                                               |                                                               |  |
|  |                                      |  | ещё 63 порядка цветковых растений | ещё 63 порядка цветковых растений |                    |  |                 | ещё 1804 рода   | ещё 1804 рода           |  |                          |  |                                                               |                                                               |  |
|  |                                      |  |                                   | ещё 63 порядка цветковых растений |                    |  |                 |                 | ещё 1804 рода           |  |                          |  |                                                               |                                                               |  |

### Инфравидовые таксоны
- Lapsana communis f. leiocephala  Pamp.  (в статусе непроверенного по состоянию на декабрь 2022 г.)
- Lapsana communis subsp. adenophora  (Boiss.) Rech.f.
- Lapsana communis subsp. alpina  (Boiss. & Balansa) P.D.Sell
- Lapsana communis subsp. communis  L.
- Lapsana communis subsp. grandiflora  (M.Bieb.) P.D.Sell
- Lapsana communis subsp. intermedia  (M.Bieb.) Hayek
- Lapsana communis subsp. macrocarpa  (Coss.) Nyman
- Lapsana communis subsp. pinnatisecta  (Sommier & Levier) Greuter
- Lapsana communis subsp. pisidica  (Boiss. & Heldr.) Rech.f.
- Lapsana communis var. aurantia  Yıld.